# Richard Kühle
Richard Kühle (* 28. Januar 1894 in München, Deutsches Reich; † nach 1920) war ein deutscher Schriftsteller und Drehbuchautor.

## Leben und Wirken
Über Kühles Werdegang ist kaum etwas bekannt. Er verfasste schon in jungen Jahren eine Reihe von Werken, darunter Schauspiele, Novellen, Humoresken und Kriminalerzählungen wie „Kranke Menschen“, „Quousque Tandem“, „Ein Frühlingsmärchen“, „Es waren zwei Königskinder“ und „Aus Großväterchens Jugendzeit“. 1918 stieß der gebürtige Münchner über den Schauspieler Ernst Reicher und den Drehbuchautor Richard Hutter zum Film und verfasste in den kommenden zwei Jahren für kleinere Produktionsfirmen eine Reihe von wenig bemerkenswerten Unterhaltungsfilmen ohne künstlerische Bedeutung. Nach 1920 ist Kühle als Drehbuchautor nicht mehr aktiv gewesen.

## Filmografie
- 1918: Das Goldtal
- 1918: Das Narrenschloß
- 1918: Der Gezeichnete
- 1919: Die einsame Frau
- 1919: Künstlerspesen
- 1919: Alraune und der Golem
- 1919: Das Schwarze Kabinett
- 1919: Die Hahnenfeder
- 1919: Die Dame mit der Spinne
- 1919: Die weißen Rosen von Ravensberg
- 1919: Das Narrenschloß
- 1920: Das Land der Verheißung
- 1920: Der Staatsanwalt
- 1920: Die Eidechse